# 东兴盛胡同
39°54′37″N 116°21′50″E / 39.910346°N 116.3637826°E
东兴盛胡同，是位于中国北京市西城区中部的一条胡同。现已无存。

## 简介
东兴盛胡同走向呈“」”形，北到小口袋胡同，西折到太平桥大街。全长152米，平均宽3.5米。清朝称“磨豆腐作坊”，因作坊而得名。1911年之后改称“麻豆腐作坊”。l949年之后又称“麻豆腐胡同”。因为位于太平桥大街东侧并且和西侧的西兴盛胡同、南兴盛胡同隔街相对，1965年北京市整顿地名时更名为“东兴盛胡同”。2010年代，为兴建新兴盛项目，东兴盛胡同被拆除。